# 希福納
希福納（穆麟德轉寫：hifene），滿洲鑲紅旗，清朝政治人物、清朝工部尚書。
曾任左都御史。康熙四十五年十月己丑，接替溫達，擔任清朝工部尚書，后改戶部尚書。由赫碩咨接任。